# دارکوب زبله

یک کارتون دارکوب زبله در سال ۱۹۵۰

دارکوب زبله با عنوان اصلی وودی وودپکر (به انگلیسی: Woody Woodpecker، به معنای وودی دارکوب) یک شخصیت کارتونی آمریکایی است که در سال ۱۹۴۰ بن هارداوی (آفریننده باگز بانی و دافی داک) آن را آفرید. این شخصیت کارتونی، یک دارکوب به نام «وودی» است که دشمنش یک لاشخور به نام «باز» (به انگلیسی: Buzz Buzzard) است.